# Ulomyia mirabilis
Ulomyia mirabilis är en tvåvingeart som först beskrevs av Sara 1952.  Ulomyia mirabilis ingår i släktet Ulomyia och familjen fjärilsmyggor. Inga underarter finns listade i Catalogue of Life.